# Alfred Hartner
Alfred Hartner (* 4. Februar 1927 in Wien; † 20. Juni 1983) war ein österreichischer Hörspielautor, -produzent und -regisseur.

## Leben
Hartner wurde am Ende des Zweiten Weltkriegs zunächst als Luftwaffenhelfer, dann zum Arbeitsdienst und zur Wehrmacht eingezogen und geriet in US-amerikanische Gefangenschaft. Ab 1945 studierte er Theaterwissenschaft, Germanistik, Psychologie und Philosophie in Wien, wo er 1951 promovierte. Neben dem Studium arbeitete er als Regieassistent am Burgtheater und bei der Wiener Staatsoper sowie als Dramaturg beim Sender Rot-Weiß-Rot, wo er auch nach dem Studium als Autor und Regisseur beschäftigt war. Als Rot-Weiß-Rot 1955 in den ORF integriert wurde, arbeitete Hartner dort weiter als Regisseur und Abteilungsleiter in der Generaldirektion des Senders. Von 1967 bis 1974 war er Programmdirektor des Hörfunks und war in dieser Funktion am Aufbau der drei „Strukturprogramme“ Ö1, Ö3 und Österreich Regional beteiligt. 1974 wurde er aus politischen Gründen nicht erneut zum Programmdirektor bestellt und zog sich nach Maria Anzbach zurück. In der Nacht zum 20. Juni 1983 starb Hartner im Alter von 56 Jahren an Herzversagen, nachdem er bereits im Jahr zuvor einen Herzinfarkt erlitten hatte.
Als Autor trat Hartner mit Originalhörspielen, aber auch mit Hörspielbearbeitungen von Werken der Weltliteratur hervor.

## Hörspiele (Auswahl)
- 1955: George Orwell: Der Traum der Mrs. Smith (Bearbeitung und Regie) (RWR-Wien)
- 1956: Jan de Hartog: Schiff ohne Hafen (Schiffer nächst Gott) (Bearbeitung und Regie) (ORF Wien)
- 1957: Bert W. Kerr: Um das tägliche Öl (Bearbeitung und Regie) (ORF Wien)
- 1957: Bayard Veiller: Der Prozeß der Mary Dugan (Bearbeitung und Regie) (SDR)
- 1958: Frank Norris: Die goldene Fracht (Bearbeitung und Regie) (ORF Wien)
- 1961: Heinrich von Kleist: Der zerbrochene Krug (Bearbeitung und Regie) (ORF Salzburg)
- 1961: Richard Hughes: Gefahr (Regie) (ORF Wien)
- 1962: Richter Justus Veit (Autor und Regie) (ORF Wien)
- 1963: Der Irrtum des Antonio Foscari (Autor und Regie) (ORF Wien)
- 1964: Giovanni Ravella und die Frauen (Autor und Regie) (ORF Wien)
- 1966: Herzog Arnos Krieg (Autor und Regie) (ORF Wien)
- 1966: Whispers (3 Teile) (Autor und Regie) (ORF Wien)
- 1967: Don Plimpinos weiße Schuhe (Autor und Regie) (ORF Wien)
- 1973: Nikolai Gogol: Der Revisor (Bearbeitung und Regie) (ORF Wien)
- 1974: Tennessee Williams: Die Glasmenagerie (Bearbeitung und Regie) (ORF Salzburg)
- 1974: Nikolai Gogol: Heiratskomödie (Bearbeitung) – Regie: Ferry Bauer (ORF Oberösterreich)

## Auszeichnungen
- 1976: Österreichisches Ehrenkreuz für Wissenschaft und Kunst